# DRD4
DRD4 (англ. Dopamine receptor D4) – білок, який кодується однойменним геном, розташованим у людей на короткому плечі 11-ї хромосоми. Довжина поліпептидного ланцюга білка становить 467 амінокислот, а молекулярна маса — 48 361.
| 10         |  | 20         |  | 30         |  | 40         |  | 50         |
| ---------- |  | ---------- |  | ---------- |  | ---------- |  | ---------- |
| MGNRSTADAD |  | GLLAGRGPAA |  | GASAGASAGL |  | AGQGAAALVG |  | GVLLIGAVLA |
| GNSLVCVSVA |  | TERALQTPTN |  | SFIVSLAAAD |  | LLLALLVLPL |  | FVYSEVQGGA |
| WLLSPRLCDA |  | LMAMDVMLCT |  | ASIFNLCAIS |  | VDRFVAVAVP |  | LRYNRQGGSR |
| RQLLLIGATW |  | LLSAAVAAPV |  | LCGLNDVRGR |  | DPAVCRLEDR |  | DYVVYSSVCS |
| FFLPCPLMLL |  | LYWATFRGLQ |  | RWEVARRAKL |  | HGRAPRRPSG |  | PGPPSPTPPA |
| PRLPQDPCGP |  | DCAPPAPGLP |  | RGPCGPDCAP |  | AAPGLPPDPC |  | GPDCAPPAPG |
| LPQDPCGPDC |  | APPAPGLPRG |  | PCGPDCAPPA |  | PGLPQDPCGP |  | DCAPPAPGLP |
| PDPCGSNCAP |  | PDAVRAAALP |  | PQTPPQTRRR |  | RRAKITGRER |  | KAMRVLPVVV |
| GAFLLCWTPF |  | FVVHITQALC |  | PACSVPPRLV |  | SAVTWLGYVN |  | SALNPVIYTV |
| FNAEFRNVFR |  | KALRACC    |  |            |  |            |  |            |

A: Аланін

C: Цистеїн

D: Аспарагінова кислота

E: Глутамінова кислота

F: Фенілаланін

G: Гліцин

H: Гістидин

I: Ізолейцин

K: Лізин

L: Лейцин

M: Метіонін

N: Аспарагін

P: Пролін

Q: Глутамін

R: Аргінін

S: Серин

T: Треонін

V: Валін

W: Триптофан

Кодований геном білок за функціями належить до рецепторів, g-білокспряжених рецепторів, білків внутрішньоклітинного сигналінгу. 
Задіяний у такому біологічному процесі, як біологічні ритми. 
Локалізований у клітинній мембрані, мембрані.